# Speedski-Weltcup 2017
Der Speedski-Weltcup 2017 begann am 6. März 2017 in Sun Peaks und endete am 9. April 2017 in Grandvalira. Den Gesamtweltcup bei den Männern gewann der Franzose Bastien Montes. Bei den Frauen war die Italienerin Valentina Greggio erfolgreich. Höhepunkt der Saison war die Speedski-Weltmeisterschaft 2017 in Idre am 24. und 25. März 2017, deren Ergebnisse jedoch nicht zum Weltcup zählten.

## Weltcupwertung
| Rang | Athlet               | Punkte |
| ---- | -------------------- | ------ |
| 1    | Bastien Montes       | 410    |
| 2    | Simone Origone       | 395    |
| 3    | Klaus Schrottshammer | 390    |
| 4    | Manuel Kramer        | 385    |
| 5    | Ivan Origone         | 322    |
| 6    | Philippe May         | 200    |
| 7    | Reto Eigenmann       | 178    |
| 8    | Erik Backlund        | 140    |
| 9    | Jan Farrell          | 126    |
| 10   | Jimmy Montes         | 119    |

| Rang | Athletin               | Punkte |
| ---- | ---------------------- | ------ |
| 1    | Valentina Greggio      | 600    |
| 2    | Britta Backlund        | 390    |
| 2    | Célia Martinez         | 390    |
| 4    | Karine Dubouchet Revol | 315    |
| 5    | Hanna Matslofva        | 260    |
| 6    | Lisa Hovland-Udén      | 205    |
| 7    | Sofia Hedgren          | 126    |
| 8    | Janni-Maria Heikkila   | 32     |

## Podestplatzierungen Herren
| Datum         | Ort         | 1. Platz             | 2. Platz       | 3. Platz          |
| ------------- | ----------- | -------------------- | -------------- | ----------------- |
| 6. März 2017  | Sun Peaks   | Ivan Origone         | Bastien Montes | Manuel Kramer     |
| 7. März 2017  | Sun Peaks   | Manuel Kramer        | Simone Origone | Bastien Montes    |
| 23. März 2017 | Idre Fjäll  | Bastien Montes       | Manuel Kramer  | Christian Jansson |
| 7. April 2017 | Grandvalira | Philippe May         | Bastien Montes | Simone Origone    |
| 8. April 2017 | Grandvalira | Klaus Schrottshammer | Simone Origone | Ivan Origone      |
| 9. April 2017 | Grandvalira | Klaus Schrottshammer | Simone Origone | Manuel Kramer     |

## Podestplatzierungen Damen
| Datum         | Ort         | 1. Platz          | 2. Platz               | 3. Platz          |
| ------------- | ----------- | ----------------- | ---------------------- | ----------------- |
| 6. März 2017  | Sun Peaks   | Valentina Greggio | Célia Martinez         | Britta Backlund   |
| 7. März 2017  | Sun Peaks   | Valentina Greggio | Britta Backlund        | Hanna Matslofva   |
| 23. März 2017 | Idre Fjäll  | Valentina Greggio | Karine Dubouchet Revol | Lisa Hovland-Udén |
| 7. April 2017 | Grandvalira | Valentina Greggio | Célia Martinez         | Britta Backlund   |
| 8. April 2017 | Grandvalira | Valentina Greggio | Britta Backlund        | Célia Martinez    |
| 9. April 2017 | Grandvalira | Valentina Greggio | Célia Martinez         | Britta Backlund   |